# Sistema de Transporte Coletivo por Ônibus de Salvador
O Serviço de Transporte Público Coletivo de Passageiros por Ônibus no Município de Salvador (STCO), anteriormente denominado Serviço ou Sistema de Transporte Coletivo por Ônibus de Salvador, é o serviço público de transporte coletivo de passageiros por ônibus de Salvador, capital do estado brasileiro da Bahia. Principal meio de transporte da cidade, ele congrega veículos e a rede de transporte, que é formada pelas linhas de ônibus urbanos do transporte rodoviário intra-municipal, as quais podem ser intra-áreas, inter-áreas, radiais (ligações com o centro antigo). De responsabilidade da Prefeitura soteropolitana, ela gere o serviço por meio da Secretaria de Mobilidade (SEMOB, sucessora da SEMUT) no tocante ao disciplinamento e fiscalização operacional e da Agência Reguladora e Fiscalizadora dos Serviços de Públicos (ARSAL) no tocante à regulação, controle e fiscalização dos instrumentos de delegação, além do Conselho Municipal de Transportes (CMT) com suas funções consultiva, fiscalizadora e deliberativa sobre a política municipal de transporte. A última regulação do serviço se deu com o decreto 25 966 de 17 de abril de 2015.
O STCO é o sistema principal do Sistema de Transporte Público de Passageiros do Município de Salvador (STPP) e é complementado pelo Subsistema de Transporte Especial Complementar (STEC), que não é seu concorrente, pois serve às áreas não atendidas pelo principal. Ambos os sistemas podem ser utilizados por meio do SalvadorCard. Este é o sistema de bilhetagem eletrônica do transporte soteropolitano e funciona nas modalidades de Vale Transporte Eletrônico (VTE), Meia Passagem Estudantil (MPE), gratuidades, bilhete avulso.

## História
Os ônibus começaram como meio de transporte urbano, de forma precária, em 1912, época de predominância dos bondes. As décadas de 1950 e 1960 foram um período de crise e até extinção dos bondes, de início da circulação infrutífera de trólebus e de ascensão dos ônibus como principal transporte da cidade.

### Operação sem licitação
A regulamentação do transporte coletivo pelo governo municipal se deu em diversas legislações. Em 1963, o decreto municipal de número 2 377 foi publicado no Diário Oficial da União (DOU) em 7 de junho trazendo o regulamento de transporte coletivo no Município do Salvador. Na década seguinte com expansão dos ônibus, o decreto municipal n.º 4 073 de 1971, publicado no Diário Oficial do Município (DOM) de 27 de janeiro de 1971, regulamentou o Serviço Público de Transporte Coletivo do Município. Este foi revogado pelo decreto n.º 7 335 de 1985, o qual também foi revogado pelo decreto n.º 8 394 de 1989. Nova regulação, e consequente revogação da  anterior, veio com o decreto n.° 9 711 de 1992. Este decreto foi alterado por diversos outros até finalmente o sistema de ônibus ser licitado pelo modelo de concessão e ser regulado por novo decreto municipal, o de número 25 966 de 2015.
Pelo decreto de 1992, a Superintendência de Transportes Públicos (STP), sucedida posteriormente pela Superintendência de Trânsito e Transportes do Salvador (TRANSALVADOR), foi a única permissionária do STCO, mas que delegava a empresas privadas a execução do serviço urbano de transporte de passageiros. As empresas permissionárias se associaram e formaram o Sindicato das Empresas de Transporte de Passageiros de Salvador (SETPS). O STCO compreendia o Serviço Convencional, Seletivo, Minibus e Amarelinho/Subsistema Local Integrado de Transporte (SLIT), além de linhas noturnas (pernoitão) e da operação praia.
Em 2014, três empresas operadoras sofreram com problemas financeiros. A Barramar declarou falência e, em julho, suas linhas foram distribuídas entre quase todas as outras operadoras do STCO. Isso porque, mais tarde, das 17 restantes, a Capital e a Tropical, em função de problemas financeiros, entregaram à Prefeitura 11 linhas, do total de 40 que operavam, logo, não possuindo condições de absorver as linhas que eram operadas pela Barramar.

### Licitação do serviço
A fim de superar as irregularidades (sem contrato, ou seja, sem estabelecimento de direitos e deveres) do regime de permissão outorgada e modelo de remuneração estabelecido pela lei 4 534 de 21 de maio de 1992, a licitação da concessão do serviço convencional de ônibus foi feita, com processo iniciado em 2012. O aviso de abertura à concorrência pública foi publicado pela Prefeitura na edição de 3 de abril de 2014 do Diário Oficial do Município (DOM). O edital foi disponibilizado após 16 de abril, que após quatro audiências públicas e contribuições pela Internet, firmaram as seguintes condições: concessão por 25 anos, repartição das linhas em três áreas (A: Subúrbio/Península Itapagipana; B: Miolo; e C: Orla Atlântica/Centro) para consórcios distintos — ao passo que antes era dividida apenas entre empresas individuais — que constituam uma sociedades de propósito específico (SPE), reajustes anuais pelo Índice Nacional de Preços ao Consumidor Amplo (IPCA) somente depois de 2015, 3,5 anos como idade média da frota a partir de 2016, veículos com condições de acessibilidade, ventilação, entrada pela dianteira, painel digital informativo e motorização padrão Euro V e diversas formas de comunicação com os passageiros (central telefônica e de mensagens de texto, painéis para em pontos, terminais e estações), além da adoção do sistema de monitoramento da frota, realizado em tempo real por meio de GPS, a fim de permitir a fiscalização com mais rigor da oferta de linhas de acordo com a demanda de passageiros e eliminar a falta de ônibus. O rastreamento será feito por câmeras e moderna tecnologia embarcada, permitindo o acompanhamento pelo Centro de Controle de Operações da Prefeitura (CCO) e dos concessionários.
Críticas sobre o edital da licitação dão conta do prazo da concessão (extenso frente à progressão tecnológica vivida), da falta de integração com outros meios de transporte (ônibus metropolitanos e municipais de cidades vizinhas), do critério de maior outorga (para a diminuição do valor pago pelos passageiros, deveria ser o critério da menor tarifa), da não incorporação de novos instrumentos da Política Nacional de Mobilidade Urbana para o subsídio da tarifa e para a participação popular e controle social nos processos relacionados.
Próximo ao fim da apresentação de propostas, em meio à campanha eleitoral de 2014, governo estadual discordou do modelo do edital e enviou ofício para a suspensão da licitação, o qual foi divulgado pelo prefeito, gerando uma disputa entre os dois poderes executivos e questionamentos sobre ingerência, bravata e oportunismo eleitoral.
Em 23 de outubro de 2014, foi assinada os contratos com os consórcios vencedores da licitação do sistema de transporte público. Cada um dos três consórcios de empresas formados é responsável por uma das três áreas operacionais da cidade (identificadas por cores) com o propósito de reordenamento e otimização das linhas. São eles:
- Área A, com 129 linhas, foi concedida ao consórcio Integra Plataforma (Plataforma Transportes SPE S/A), formado pelas empresas Praia Grande, Axé, Boa Viagem e Joevanza.
- Área B, com 145 linhas, foi concedida ao consórcio Integra OT Trans (Ótima Transportes de Salvador SPE S/A), formado pelas empresas São Cristóvão, Expresso Vitória, Modelo, RD, Transol, Triunfo, União e Unibus Bahia.
- Área C, com 158 linhas, foi concedida ao consórcio Integra Salvador Norte (CSN - Transportes Urbanos SPE S/A), formado pelas empresas BTU, ODM, Verde Mar e Viação Rio Vermelho.

### Operação pós-licitação
Em início de julho de 2015, a fim de incentivar o turismo, a Prefeitura lançou a operação Corujão Salvador para a circulação de ônibus durante a madrugada partindo da Lapa em direção a vários pontos da cidade. São quinze linhas diárias com operação entre 0h e 4h e 56 veículos rodando em intervalos que variam de 20 a 60 minutos, a depender da linha. No primeiro fim de semana da operação, cerca de duas mil pessoas foram transportadas.
O transporte de animais domésticos (incluindo silvestres) foi possibilitado no STCO e outros sistemas de transporte da cidade desde o dia 17 de fevereiro de 2016 desde que em contêiner veterinário e fora da primeira (6h às 10h) e segunda (16h às 19h) faixas horárias de fluxo mais intenso.
Em 2016, as três concessionárias do sistema afirmaram estar em desequilíbrio financeiro e requereram flexibilização de cláusulas do contrato de concessão do sistema ou aumento substantivo da tarifa para o ano de 2017. Os problemas financeiros relatados, que afetavam principalmente a concessionária Salvador Norte, foram atribuídos pelas empresas à recessão econômica do período, à diminuição da quantidade de passageiros transportados no sistema — de 28 milhões em 2014 para 22 milhões em 2016, segundo a Salvador Norte —, à necessidade de compra de novos ônibus para adequar a idade média da frota e ao pagamento inicial da outorga, muito embora esses dois últimos sejam critérios conhecidos desde o processo licitatório. O reajuste tarifário estava sendo feito até então pelo Índice de Preços ao Consumidor Amplo (IPCA) e, conforme o contrato, passou a ser a partir da planilha de custos das empresas de ônibus com definição pela Agência de Regulação de Salvador (Arsal), que contratou uma empresa para tal. Sob tutela do Ministério Público do Estado da Bahia ainda naquele ano, Prefeitura e concessionárias assinaram um Termo de Ajustamento de Conduta que suspendeu o pagamento das parcelas restantes da outorga até a conclusão dos trabalhos de empresas de auditoria contratadas para analisar o equilíbrio econômico-financeiro do STCO (a Prefeitura contratou a Deloitte e as empresas concessionárias, a Ernest & Young). Ao fim, em janeiro de 2017, com os resultados das consultorias, o equilíbrio econômico foi colocado com o reajuste tarifário de acordo com o IPCA de 2016 (6,5%).

## Infraestrutura

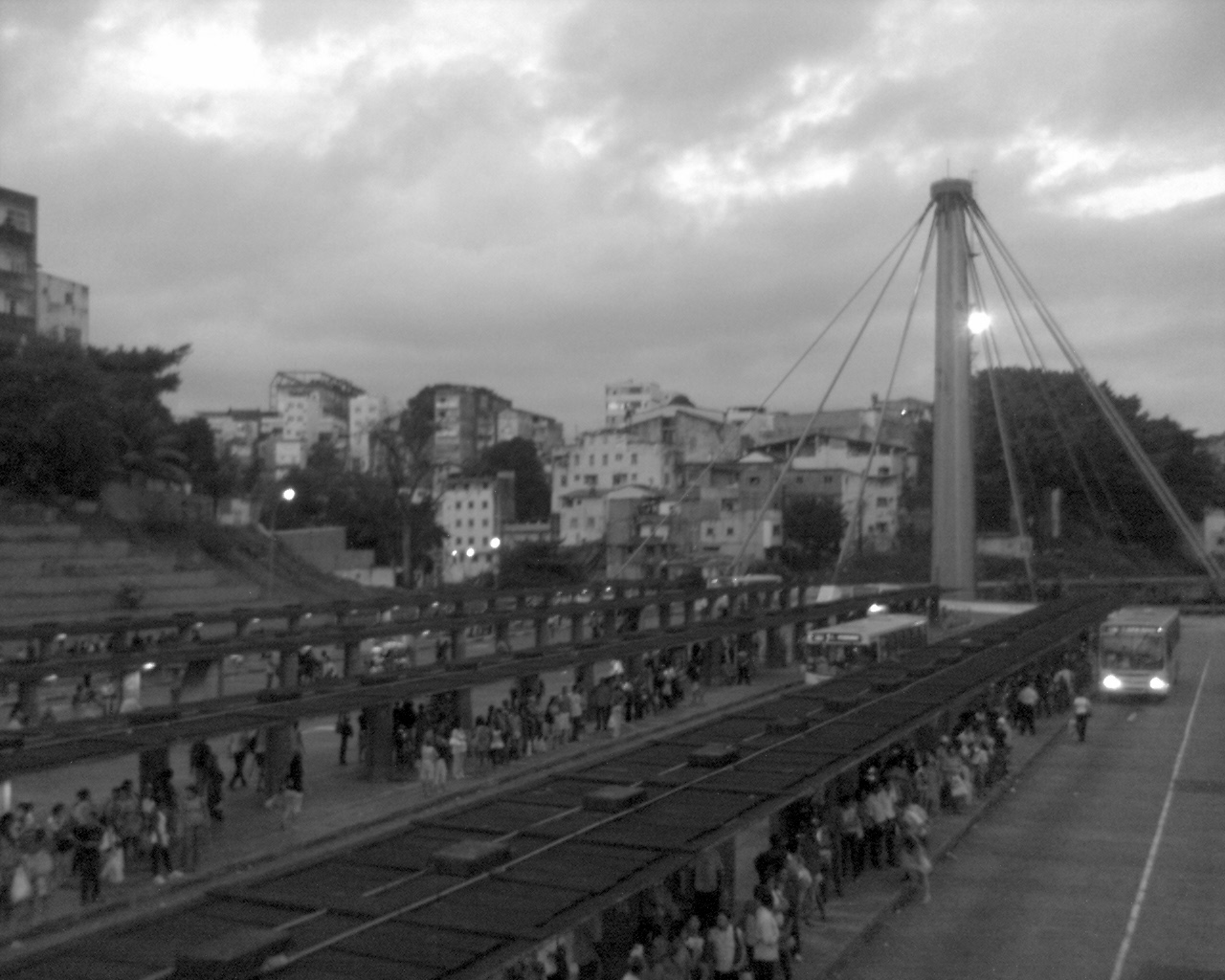
A Estação Clériston Andrade, mais conhecida como Estação da Lapa, localizada em Nazaré foi inaugurada em 7 de novembro de 1982.

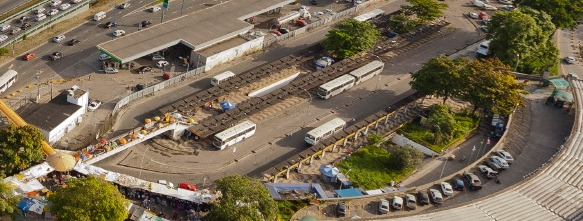
Vista aérea da estação Rodoviária Urbana, antes da reforma entregue em 2017, localizada junto ao Terminal Rodoviário de Salvador.

Os principais corredores do Sistema são também as principais vias de conexão metropolitana da metrópole com seus vizinhos, quais sejam BR-324 e a Avenida Paralela. Como também há aquelas vias que dão acesso às estações de transbordo. A partir da rodovia federal, pelas Avenidas Bonocô e Barros Reis se chega até a Estação da Lapa, Aquidabã e Barroquinha, enquanto pela Avenida Antônio Carlos Magalhães se chega até a Rodoviária e Estação Iguatemi, e pela Avenida San Martin, até a Estação Ferroviária da Calçada e o Terminal da França ao continuar pelas avenidas Engenheiro Oscar Pontes, Frederico Pontes, dos Estados Unidos e da França. Destacam-se ainda a avenidas Suburbana e Oceânica que contornam parte da costa. Há ainda as estações Mussurunga, na Paralela, e Pirajá, o terminal do Aeroporto,, além das áreas do CAB e do Campo Grande.
Lapa, Mussurunga, Pirajá e Iguatemi são terminais situados ao lado dos centros e subcentros da cidade e orientam a estruturação do STCO. Os terminais de Pirajá e de Mussurunga eram fechados a fim de promover a integração físico-tarifária no sistema. Assim, a demanda dessas linhas estão distribuídas em 88% para bairro–centro/subcentro e 12% para as dois terminais fechados.
Os terminais Mussurunga, Pirajá e Rodoviária Urbana/Norte foram transferidos para o governo estadual, constituíram parte do objeto da licitação do Sistema Metroviário de Salvador e Lauro de Freitas e são administrados pela CCR Metrô Bahia. A Estação Iguatemi também esteve na licitação do metrô, no entanto deu lugar à estação metroviária Rodoviária. A Estação da Lapa permaneceu com o município e foi licitada para ser reformada. A partir da licitação do metrô, foram construídos os terminais de ônibus do Retiro, Pituacu e Aeroporto, este último no limite entre os municípios de Salvador e Lauro de Freitas ― os três administrados pela CCR Metro Bahia após serem concedidos conjuntamente com o metrô pelo Governo do Estado da Bahia. Esses novos terminais recebem parte das novas linhas de ônibus criadas para integrarem com o Sistema Metroviário de Salvador e Lauro de Freitas e que ainda aguardam maior reorganização das linhas da cidade para otimizarem seus serviços.[carece de fontes?]
Mais um terminal de ônibus esta sendo construído no bairro de Águas Claras par atender a nova centralidade criada com a construção do futuro Terminal Rodoviário de Salvador para aquela localidade juntamente com a estação terminal da linha 1 do Metrô de Salvador e da futura estação de BRT da Linha Vermelha Corredor Transversal Alimentador II.

## Indicadores estatísticos
Pela pesquisa de origem e destino de 1995, 55% das 3,9 milhões de viagens feitas são por ônibus. Pela pesquisa de 2012, o número mudou para 44,3% de 4,6 milhões. No horário de pico, o tráfego nos principais corredores chega a 540 ônibus/hora/sentido, como entre o Iguatemi e a Lapa.
Em 2013, a serviço convencional funcionava com 18 empresas operadoras e frota de 2 532 veículos para a demanda mensal de 38 milhões passageiros. Os percursos estabelecidos para as linhas correspondem a cerca de 19 milhões de quilômetros mensais, o que resulta no índice de passageiros por quilômetro (IPK) de 1,54.

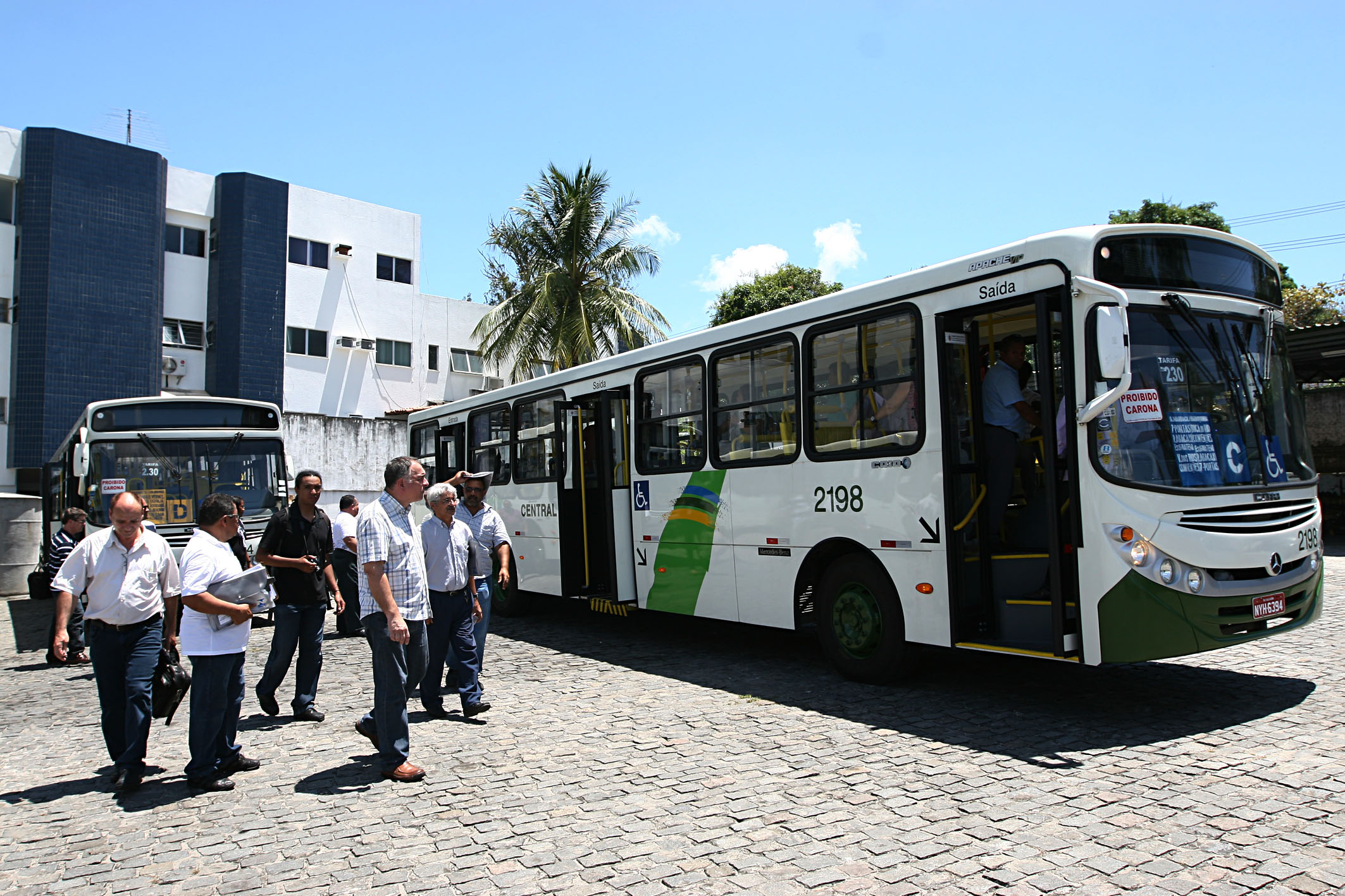
Ônibus durante fiscalização do INMETRO em dezembro de 2010.

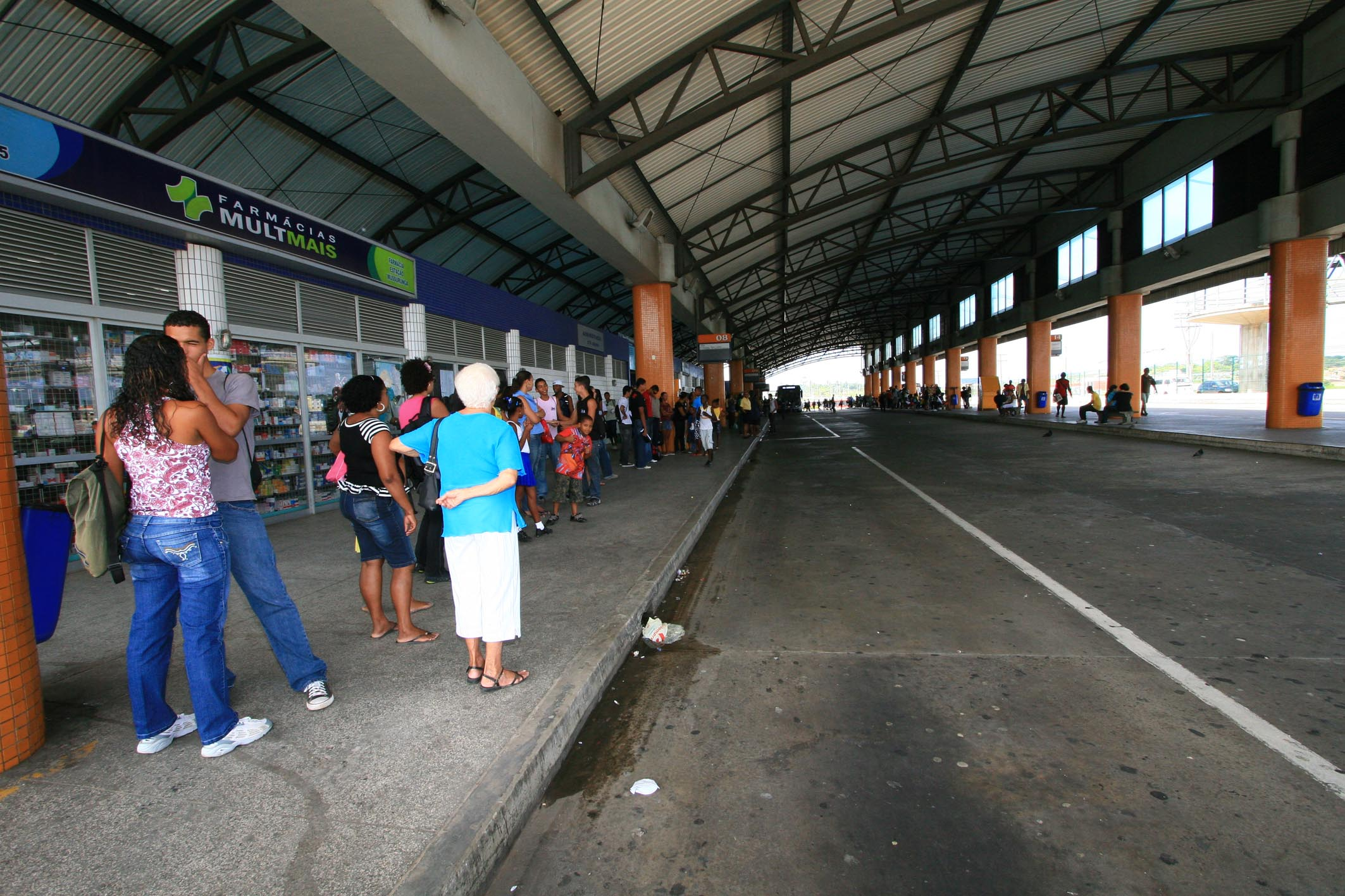
Interior do Terminal de Mussurunga, localizado na Avenida Paralela, antes da reforma entregue em 2018.

Abaixo está uma série de dados do sistema no período de 1999 a 2009 fornecidos pela Transalvador.
| Ano  | Frota operante | N.º de linhas | Quilometragem percorrida | Viagens realizadas | Total de passageiros | Passageiros Equivalente | IPK  | Idade média da frota |
| ---- | -------------- | ------------- | ------------------------ | ------------------ | -------------------- | ----------------------- | ---- | -------------------- |
| 1999 | 2.206          | 418           | 17.758.288               | 467.459            | 41.069.497           | 35.945.341              | 2,03 | 4                    |
| 2000 | 2.210          | 430           | 18.291.375               | 468.266            | 41.830.988           | 36.390.914              | 1,99 | 4                    |
| 2001 | 2.208          | 509           | 18.039.996               | 460.222            | 39.354.321           | 34.109.235              | 1,89 | 4                    |
| 2002 | 2.219          | 481           | 17.917.110               | 467.808            | 39.852.280           | 33.969.723              | 1,90 | 4                    |
| 2003 | 2.231          | 401           | 17.763.402               | 462.287            | 37.888.334           | 30.978.692              | 1,74 | 4                    |
| 2004 | 2.262          | 430           | 17.603.052               | 453.581            | 37.190.219           | 29.140.533              | 1,65 | 5                    |
| 2005 | 2.290          | 441           | 17.946.926               | 452.526            | 38.136.454           | 29.658.825              | 1,65 | 5                    |
| 2006 | 2.293          | 441           | 17.216.883               | 434.098            | 37.937.588           | 29.266.354              | 1,70 | 5                    |
| 2007 | 2.304          | 446           | 16.191.379               | 440.554            | 38.325.711           | 30.166.640              | 1,71 | 5                    |
| 2008 | 2.339          | 464           | 18.209.224               | 460.509            | 40.453.512           | 32.207.524              | 1,77 | 5                    |
| 2009 | 2.445          | 510           | 18.245.060               | 475.608            | 38.993.397           | 31.279.630              | 1,71 | 5                    |

A pesquisa Mobilidade para ir e vir do trabalho, produzida pela Vagas.com sobre o comportamento de pessoas de dez capitais em relação ao trajeto entre casa e trabalho, indicou que Salvador foi a terceira mais mal avaliada em relação ao seu sistema de ônibus (49% das avaliações foram negativas), cujos principais problemas apontados foram o excesso de carros, em primeiro lugar, e o tempo de espera pelo modal.

## Valor da tarifa

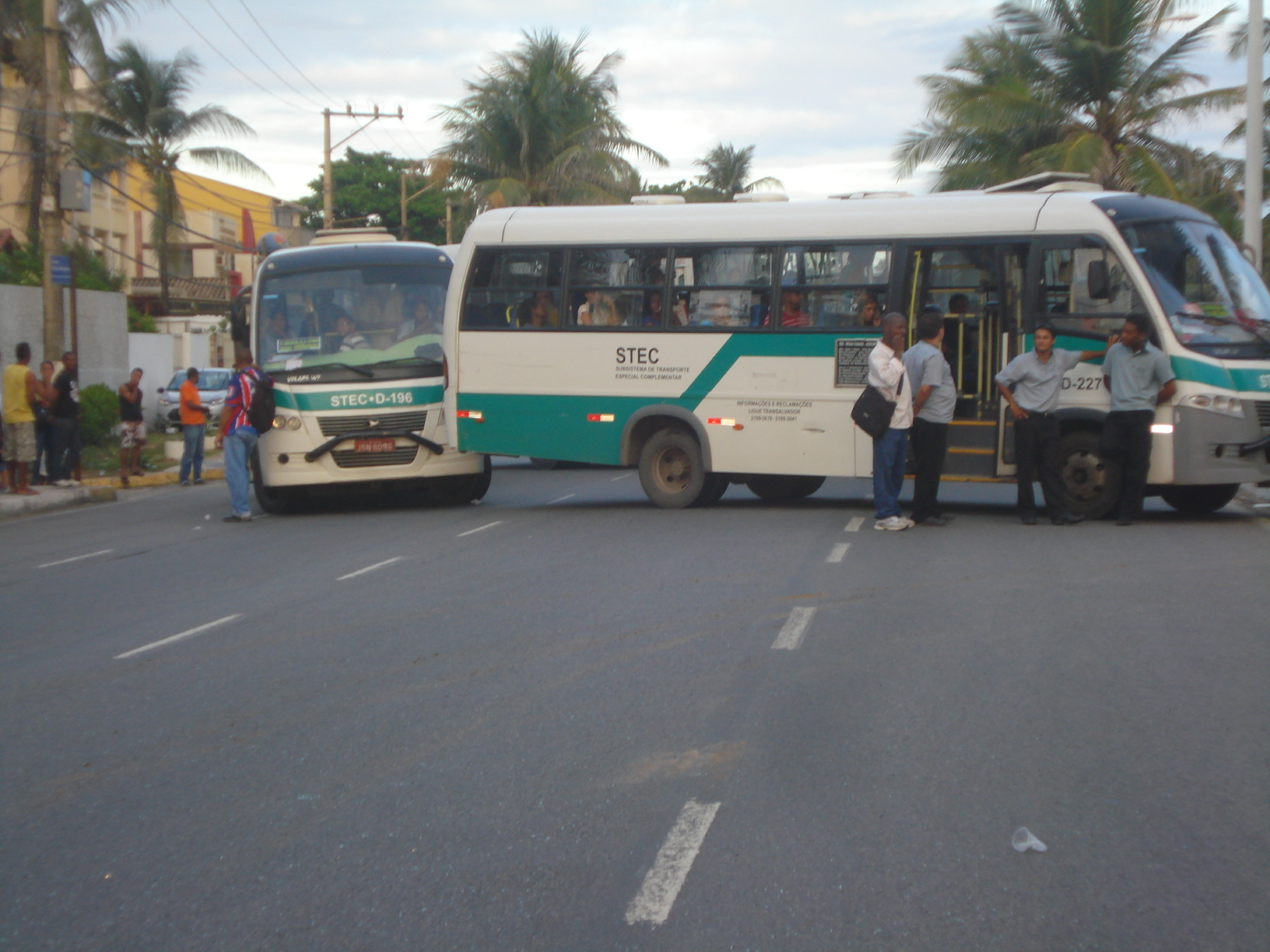
Veículos do STEC atravessados na rua, ainda com a pintura antiga.

Vigente desde 26 de abril de 2021, a tarifa do transporte está em 4 reais e 40 centavos válida para o serviço convencional, enquanto a meia passagem estudantil custa 2 reais e 20 centavos (cobrada a partir do valor inteiro). Após a licitação em 2014, o contrato assinado entre o município e as concessionárias fixou o reajuste do valor da tarifa em frequência anual.
Reajustes válidos a partir de 2 de janeiro de 2017 elevaram a tarifa do serviço seletivo (apelidado de "frescão", em função do ar-condicionado) para 3,80 reais e a do serviço executivo para 5,30 reais. Em 3 de janeiro de 2018, essas tarifas passaram a 3,80 e 5,50 reais. Em setembro de 2019, a tarifa do serviço seletivo estava em 4,20 reais e foi reduzida equiparando-a à tarifa do serviço convencional (então de 4 reais), permitindo também integração ao serviço convencional e ao metrô.
Quando das Jornadas de Junho, comparando às outras capitais brasileiras, a tarifa soteropolitana de 2,80 reais era a sétima mais cara em 9 de junho de 2013. No entanto, diferente de outras cidades brasileiras, a tarifa em Salvador não é subsidiada pela Prefeitura. Em 2013, conforme demonstrativo do SETPS, 55% das tarifas foram pagas integralmente e as restantes foram gratuidades e meias passagens.
Abaixo está a tabela com o histórico das tarifas cobradas no serviço convencional desde a adoção do real como moeda brasileira. Até 2012, foram valores informados pelo SETPS.
| Início da vigência    | Valor da tarifa | Reajuste | Reajuste |
| --------------------- | --------------- | -------- | -------- |
| 26 de abril de 2021   | R$ 4,40         | R$ 0,20  | 4,76%    |
| 12 de março de 2020   | R$ 4,20         | R$ 0,20  | 5%       |
| 2 de abril de 2019    | R$ 4,00         | R$ 0,30  | 8,10%    |
| 2 de janeiro de 2018  | R$ 3,70         | R$ 0,10  | 2,77%    |
| 2 de janeiro de 2017  | R$ 3,60         | R$ 0,30  | 9,09%    |
| 2 de janeiro de 2016  | R$ 3,30         | R$ 0,30  | 10%      |
| 2 de janeiro de 2015  | R$ 3,00         | R$ 0,20  | 7,14%    |
| 4 de junho de 2012    | R$ 2,80         | R$ 0,30  | 12%      |
| 2 de janeiro de 2011  | R$ 2,50         | R$ 0,20  | 8,7%     |
| 16 de janeiro de 2010 | R$ 2,30         | R$ 0,10  | 4,55%    |
| 1 de janeiro de 2009  | R$ 2,20         | R$ 0,20  | 10%      |
| 20 de janeiro de 2007 | R$ 2,00         | R$ 0,30  | 17,65%   |
| 3 de outubro de 2005  | R$1,70          | R$ 0,20  | 13,33%   |
| 31 de agosto 2003     | R$1,50          | R$ 0,20  | 15,38%   |
| 13 de janeiro de 2003 | R$ 1,30         | R$ 0,20  | 18,18%   |
| 19 de maio de 2002    | R$ 1,10         | R$ 0,10  | 10%      |
| 2 de setembro de 2001 | R$ 1,00         | R$ 0,10  | 11,11%   |
| 6 de janeiro de 2001  | R$ 0,90         | R$ 0,10  | 12,5%    |
| 11 de março de 1999   | R$ 0,80         | R$ 0,10  | 14,29%   |
| 21 de julho de 1997   | R$ 0,70         | R$ 0,10  | 16,67%   |
| 3 de junho de 1996    | R$ 0,60         | R$ 0,10  | 20%      |
| 3 de junho de 1995    | R$ 0,50         | R$ 0,15  | 42,86%   |
| 1.º de julho de 1994  | R$ 0,35         | -        | -        |